# روبرت إيفيلين بورتر
روبرت إيفيلين بورتر (بالإنجليزية: Robert Evelyn Porter)‏ هو لاعب البولو وضابط وسياسي أسترالي، ولد في 1913 في أديلايد في أستراليا، وتوفي في 1983. انتخب Lord Mayor of Adelaide ‏ وقد انضم خلال فترته النيابية (1968 – 1971) للكتلة البرلمانية مستقل.